# Mini Playback Show
Die Mini Playback Show ist eine Unterhaltungsshow, die vom 31. Dezember 1990 bis 4. Dezember 1998 bei RTL gesendet wurde und in der Kinder bekannte Interpreten mitsamt deren Hits imitierten (Playback).
Die Show basiert auf der gleichnamigen niederländischen Show (1985–1998), die von Henny Huisman entwickelt und moderiert wurde.

## Ablauf der Sendung
Moderiert wurde die Sendung von Marijke Amado. Vor jedem Auftritt unterhielt sie sich mit dem jeweiligen Kind und wählte mit ihm ein zum Künstler, der imitiert werden sollte, passendes Outfit aus. Das Kind ging dann durch die Zaubertür, später Zauberkugel und Zaubertunnel, kam im ausgewählten Outfit wieder dort heraus und trat auf die Bühne, um seinen ausgewählten Hit als Playback aufzuführen. Im Anschluss an den Auftritt kam jedes Kind vor eine Jury, die immer aus drei Prominenten bestand, und wurde dabei meistens mit Lob überschüttet. Wenn dennoch kritische Aussagen fielen, wurden diese herausgeschnitten. Zum Schluss musste die Jury in den ersten Staffeln den ersten bis dritten Platz wählen, später gab es nur noch einen Sieger. Die „Verlierer“ erhielten meist Trostpreise, was aber variiert wurde. Manchmal erhielten alle Teilnehmer zusätzliche Preise, manchmal auch nur die Verlierer.
Die Aufzeichnung lief nach einem anderen Muster ab. Zuerst wurden die Gespräche im „Mini-Lädchen“ im Block aufgezeichnet, danach der Block mit den einzelnen Auftritten. Zwischen den Gesprächen und Auftritten wurde die Eröffnung der Sendung gedreht. Im Anschluss an den Auftrittsblock zog sich die Jury zurück und die Siegerehrung wurde aufgezeichnet.
In der letzten Staffel – nun unter Jasmin Wagner (Blümchen) – wählte das Publikum (ohne die Angehörigen der Kinder) den Sieger und die Sendung endete mit dem Gewinnertitel, nicht mehr mit dem Schlusslied. Außerdem wurden die Kinder vor ihren Auftritten in kurzen Einspielern in Form von Homestorys vorgestellt.
Auch die Bühnenbilder veränderten sich mit der Zeit. Wo die „Verwandlung“ vom Kind zu seinem Star noch in den ersten Sendungen (1990–1992) hinter einer Zaubertür geschah, so wurde dies zwischen 1993 und 1995 in einer Zauberkugel vollzogen. Darauf folgten ein Zaubertunnel (1996–1998) und schließlich – unter Jasmin Wagner (1998) – eine Rakete.
Die Mini Playback Show endete immer mit einem Schlusslied, das die Botschaft enthielt, dass alle Teilnehmer Sieger waren, auch wenn nur einer gewinnen konnte. Aufgrund zu niedriger Einschaltquoten wurde die Sendung 1998 überarbeitet, dabei wechselte man auch die Moderatorin: Marijke Amado wurde von Jasmin Wagner (Blümchen) abgelöst. Dies erwies sich jedoch schnell als Flop, bereits nach wenigen Monaten wurde die Sendung komplett eingestellt. 
Nationale Versionen dieser Show wurden noch in neun weiteren Ländern ausgestrahlt. Auch in Belgien gab es eine „Mini Playback Show“, und zwar auf der flämischen Fernsehstation VTM.
Die bekanntesten Teilnehmer sind Alexander Klaws und Anna-Maria Zimmermann. Dazu gehören auch Hila Bronstein (Bro’Sis) und Eric Benz.

## Schlusslied
Geschrieben wurde das Schlusslied von Jürgen Triebel, der in der ersten Staffel auch oft in der Jury der Show zu sehen war. Es enthielt die pädagogische Aussage, dass nicht nur der tatsächliche Gewinner der Sendung „Sieger“ war, sondern dass allein der Mut zum Auftritt einen schon zum „Sieger“ krönt. Gesungen wurde das Lied nur in den Shows, die durch Marijke Amado moderiert wurden.
Nach der ersten Staffel wurde das Lied „aufgepeppt“. Es entfielen eine Textzeile vor dem Refrain sowie einige Passagen im instrumentalen Teil (Abmoderation) des Liedes. Die allerletzten Textzeilen entfielen ebenfalls und wurden durch eine Wiederholung des Refraintextes ersetzt. In den Wiederholungen der Show auf Super RTL wurde das Lied meist verkürzt oder ganz aus der Folge herausgeschnitten.

## Sondersendungen
In den Jahren 1994 bis 1997 wurden insgesamt fünf „Prominenten-Ausgaben“ der Mini Playback Show produziert. Diese Variante wurde von Linda de Mol und Rudi Carrell moderiert.

## Kritik, Negativ-Auszeichnung
Die damals Bundestagsabgeordnete und spätere Bundesgesundheitsministerin Ulla Schmidt (SPD) forderte 1991 eine Absetzung, weil die in "Netzstrümpfen, aufgeschlitztem Minikleid und in Stöckelschuhen" auftretenden Kinder die Zuschauer dazu animierten, "in Kindern Sexualobjekte zu sehen". Die Sendung berühre „den Grenzbereich sexueller Ausbeutung“, so Schmidt. 1996 bekam die Sendung den Preis der beleidigten Zuschauer für Marijke Amado, weil sie Kinder zu „Sexobjekten“ herausputze.